# Ministère des Affaires étrangères (Afghanistan)
Pour les articles homonymes, voir Ministère des Affaires étrangères.

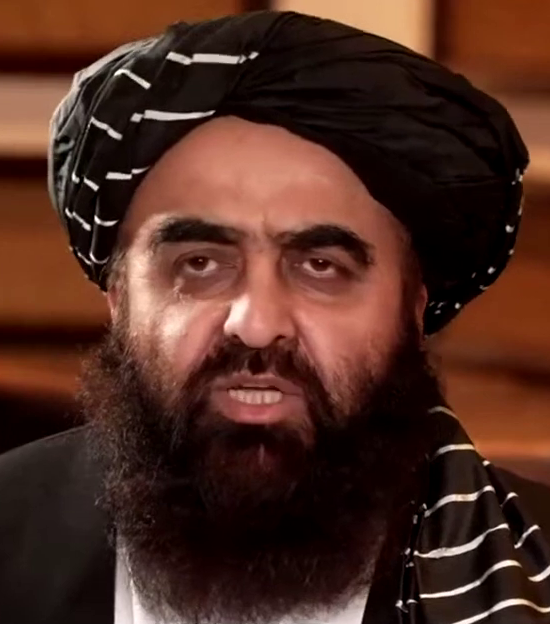
Photographie de Amir Khan Muttaqi, ministre des affaires étrangères d'Afghanistan depuis le 7 septembre 2021.

Le ministère des Affaires étrangères d'Afghanistan - MFA - (persan : وزارت خارجه افغانستان pachto : د افغانستان د بهرنیو چارو وزارت) est le département du gouvernement responsable de la gestion des relations étrangères de l'Afghanistan.

## Ministres des Affaires étrangères d'Afghanistan
| Période                           | Nom                              | Gouvernement                                    | Notes |
| --------------------------------- | -------------------------------- | ----------------------------------------------- | --- |
| 1907 - 1917                       | Mirza Ghulam Mohammad Mir Munsi  |                                                 | |
| 1917 - 1919                       | Sardar Mohammed Aziz Khan        |                                                 | |
| 1919 - 1922                       | Mahmoud Tarzi                    |                                                 | (1re fois) |
| 1922 - 1924                       | Mohammad Wali Khan Darwazi       |                                                 | (1re fois) |
| 1924                              | Sardar Shir Ahmad                |                                                 | Intérim |
| 1924 - 1927                       | Mahmoud Tarzi                    |                                                 | (2e fois) |
| 1927                              | Ghulam Siddiq Khan Charkhi       |                                                 | (1re fois) |
| 1927 - 1928                       | Mohammad Wali Khan Darwazi       |                                                 | (2e fois) |
| 1928 - 1929                       | Ghulam Siddiq Khan Charkhi       |                                                 | (2e fois) |
| 1929                              | Ata al-Haq                       |                                                 | |
| 1929                              | Mohammad Wali Khan Darwazi       |                                                 | (3e fois) |
| 1929                              | Ali Mohammad Khan                |                                                 | (1re fois) |
| 1929-1938                         | Faiz Muhammad Khan Zikeria       |                                                 | |
| 1938-1953                         | Ali Mohammed Khan                |                                                 | |
| 1953-1953                         | Sultan Ahmed Sherzai             |                                                 | |
| 1953-1963                         | Mohammed Naim Khan               |                                                 | |
| 1962                              | Ali Mohammed Khan                |                                                 | Intérim en l'absence de Mohammed Naim Khan |
| 1963-1965                         | Mohammad Yusuf (politicien) (en) |                                                 | Premier ministre |
| 1965-1967                         | Mohammad Nur Ahmad Etemadi (en)  |                                                 | |
| 1967-1971                         | Mohammad Nur Ahmad Etemadi (en)  |                                                 | Premier ministre |
| 1971-1972                         | Mohammad Musa Shafiq (en)        |                                                 | Premier ministre |
| 1973-1978                         | Mohammad Daoud Khan              | République                                      | Président |
| 1978–1979                         | Hafizullah Amin                  | République démocratique                         | |
| 1979                              | Shah Wali                        | République démocratique                         | |
| 1979–1986                         | Shah Mohamad Dost                | République démocratique                         | |
| 1986–1992                         | Mohammad Abdul Wakil             | République                                      | |
| 1992–1994                         | Hidayat Amin Arsala              | État islamique                                  | |
| 1994-1996                         | Najibullah Lafraie (en)          | État islamique                                  | |
| 1996-1997                         | Abdul Rahim Ghafoorzai (en)      | État islamique - Alliance du Nord               | En exil. |
| 1996-1997                         | Mohammad Ghousi (en)             |                                                 | Taliban |
| 1997-1998                         | Abdul Jalil                      | Émirat islamique                                | |
| 1998-1999                         | Mohammad Hassan                  | Émirat islamique                                | |
| 1999-novembre 2001                | Wakil Ahmed Muttawakil (en)      | Émirat islamique                                | Dernier ministre taliban des Affaires étrangères. Aurait tenté d'avertir le gouvernement américain des prochains attentats du 11 septembre 2001 d'Al-Qaïda. |
| 22 décembre 2001-22 mars 2005     | Abdullah Abdullah                | État transitoire islamique République islamique | |
| 20 avril 2005–18 janvier 2010     | Rangin Dadfar Spanta             | République islamique                            | Nommé par le président Hamid Karzai. |
| 18 janvier 2010 – 28 octobre 2013 | Zalmai Rassoul (en)              | République islamique                            | Nommé par le président Hamid Karzai. |
| 28 octobre 2013– 12 décembre 2014 | Ahmad Moqbel Zarar (en)          | République islamique                            | Nommé par le président Hamid Karzai. |
| 12 décembre 2014–1er février 2015 | Atiqullah Atifmal (en)           | République islamique                            | Intérim, nommé par le président Ashraf Ghani. |
| 1er février 2015–23 octobre 2019  | Salahuddin Rabbani               | République islamique                            | Nommé par le président Ashraf Ghani. |
| 30 octobre 2019–22 janvier 2020   | Idrees Zaman                     | République islamique                            | Intérim. |
| 22 janvier 2020–4 avril 2020      | Mohammad Haroon Chakhansuri      | République islamique                            | Intérim. |
| 4 avril 2020–15 août 2021         | Mohammad Haneef Atmar            | République islamique                            | Intérim, puis en titre le 4 février 2021 |
| Depuis le 7 septembre 2021        | Amir Khan Muttaqi                | Émirat islamique                                | Taliban |